# Bioremediació de residus radioactius

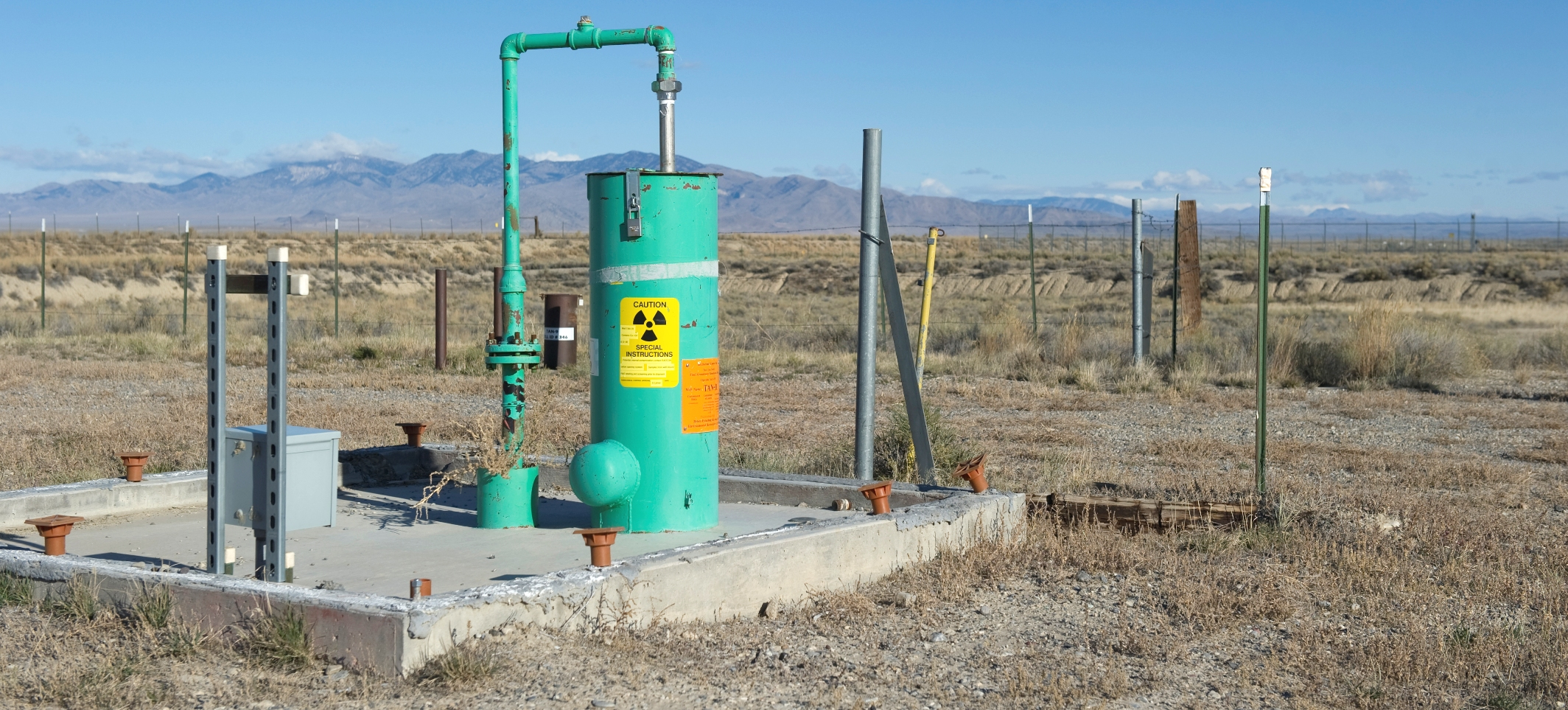
Injecció de font proteica (sèrum de llet en pols) per a estimular el creixement de microorganismes de l'aqüífer del riu Snake (Idaho, EUA). Aquest sistema contribueix a descontaminar l'aqüífer, en el qual s'havia detectat triti en un nivell considerable.

La bioremediació de residus radioactius o bioremediació de radionúclids és una aplicació de la bioremediació que es basa en la utilització d'agents biològics —bacteris, plantes i fongs naturals o modificats genèticament— per a catalitzar reaccions químiques que permetin la descontaminació de llocs afectats per radionúclids. Aquestes partícules radioactives són productes secundaris generats com a conseqüència d'activitats relacionades amb l'energia nuclear i constitueixen un problema de contaminació i radiotoxicitat (amb conseqüències ecològiques i sanitàries greus) a causa de la seva naturalesa inestable d'emissió de radiacions ionitzants.
Les tècniques de bioremediació d'espais mediambientals com sòls, sediments i aigües contaminats per radionúclids són diverses i actualment s'estan erigint com una alternativa ecològica i econòmica als procediments tradicionals. Aquestes estratègies convencionals són de tipus fisicoquímic i es basen en l'extracció dels residus (a través d'excavacions i perforacions) i el seu transport a llarga distància fins a instal·lacions especialitzades, on són confinats definitivament. La gestió de volums de material tan elevats i amb requeriments especials provoca un increment substancial dels costs d'operació, que sovint esdevé inassumible en certes regions i cronifica l'impacte ambiental de la radioactivitat.
Les espècies que participen en aquests processos tenen la capacitat d'incidir en propietats dels radionúclids com la solubilitat, la biodisponibilitat i la mobilitat accelerant la seva estabilització. La seva acció està influenciada en gran manera pels donadors i acceptors d'electrons, els nutrients del medi, la complexació de les partícules radioactives amb la matèria i els factors ambientals. Són mesures que es poden dur a terme o bé en el focus de contaminació (in situ) o bé en instal·lacions controlades i delimitades per a poder seguir el procés biològic amb més exactitud i combinar-lo amb altres sistemes (ex situ).

## Espais contaminats per radioactivitat

### Tipologia dels radionúclids i dels residus contaminants
La presència de residus radioactius al medi pot ocasionar un efecte a llarg termini a causa de l'activitat i el període de semidesintegració dels radionúclids, per la qual cosa el seu impacte creix amb el temps. Aquestes partícules existeixen en diversos estats d'oxidació i es troben en forma d'òxids, coprecipitats, o com a complexos orgànics o inorgànics, segons la seva procedència i mitjà d'alliberament. El més habitual és trobar-les en forma oxidada, la qual les fa més solubles en aigua i, per tant, més mòbils. A diferència dels contaminants orgànics, però, no es poden destruir i han de ser convertides a una forma estable o extrets del medi.
Les fonts de radioactivitat no són exclusives de l'activitat humana. La radioactivitat natural és aquella que prové de fonts no humanes; comprèn fins a ¾ parts de la radioactivitat total del planeta i té el seu origen en la interacció d'elements terrestres amb raigs còsmics d'elevada energia (radionúclids cosmogènics) o en materials ja existents a la Terra des de la seva formació (primordials). En aquest sentit, hi ha diferències en els nivells de radioactivitat al llarg de l'escorça terrestre; l'Índia i serralades com els Alps són algunes de les zones amb el grau més elevat de radioactivitat natural a causa de la composició de les seves roques i sorres.
Els radionúclids més freqüents en sòls de manera natural són el radi 226 (226Ra), el radó 222 (222Rn), el tori 232 (232Th), l'urani 238 (238U) i el potassi 40 (40K). En aigües oceàniques ho són el potassi 40 (fins al 88% de l'activitat total als oceans), el carboni 14 (¹⁴C), el radi 226, l'urani 238 i el rubidi 87 (87Rb); i en aigües subterrànies continentals són abundants els radioisòtops del radi, com el radi 226 i el radi 228 (228Ra). També són habituals en materials de construcció radionúclids de l'urani, el tori i el potassi (aquests últims comuns a la fusta).
Paral·lelament, els radionúclids antropogènics (per causa humana) són deguts a reaccions termonuclears derivades d'explosions i proves d'armes nuclears, els abocaments procedents d'instal·lacions nuclears i els accidents que se'n deriven, el reprocessament del combustible comercial, el dipòsit dels residus d'aquests processos i, en menor mesura, la medicina nuclear. Alguns exemples de zones contaminades per aquests radionúclids són les instal·lacions del Departament d'Energia dels EUA com Hanford Site, les zones d'exclusió de Txernòbil i Fukushima i l'àrea de Txeliàbinsk afectada per l'accident nuclear de Kixtim.
En aigües ocèaniques, la presència de triti (3H) ha augmentat considerablement per causes antropogèniques, igual que el cesi 137 (137Cs), l'estronci 90 (90Sr), el plutoni 239 (239Pu) i el plutoni 240 (240Pu). En sòls, el tecneci 99 (99Tc), el carboni 14, l'estronci 90, el cobalt 60 (60Co), el iode 129 (129I), el iode 131 (131I), l'americi 241 (241Am), el neptuni 237 (237Np) i diverses formes radioactives del plutoni i l'urani són els radionúclids més comuns.
| Freqüència d'aparició de radionúclids segons el nombre d'instal·lacions analitzades del Departament d'Energia dels Estats Units d'Amèrica |     |
| Aigües subterrànies | Sòl |
| |     |
| Font: Departament d'Energia, Govern dels Estats Units d'Amèrica (1992)                                                                    |     |

La classificació dels residus l'estableix l'Agència Internacional de l'Energia Atòmica, que distingeix sis nivells en funció de la dosi equivalent, l'activitat radiològica, la calor despresa i el període de semidesintegració dels seus radionúclids:
- Residus exempts: compleixen amb els criteris d'exclusió del control reglamentari de protecció radiològica.
- Residus de vida molt curta: residus de període de semidesintegració molt curt (material d'investigació i d'ús mèdic) que es poden emmagatzemar durant un període limitat a pocs anys i, posteriorment, quedar exempts del control reglamentari.
- Residus de molt baixa activitat: terres i runes amb nivells baixos d'activitat que també poden contenir altres residus perillosos.
- Residus de baixa activitat: residus amb uns llindars d'activitat alts que requereixen un aïllament i una contenció robusta durant centenars d'anys en instal·lacions prop de la superfície terrestre. Inclouen radionúclids amb períodes de semidesintegració curts amb nivells d'activitat molt alts i també radionúclids amb períodes de desintegració llargs (però amb nivells d'activitat relativament baixos).
- Residus d'activitat mitjana: tenen un període de semidesintegració molt llarg i requereixen un grau de contenció i aïllament a major profunditat.
- Residus d'alta activitat: residus amb grans quantitats de radionúclids amb períodes de semidesintegració llargs que necessiten ser emmagatzemats en formacions geològiques profundes i estables, generalment a centenars de metres sota terra.

### Conseqüències ecològiques i sobre la salut humana

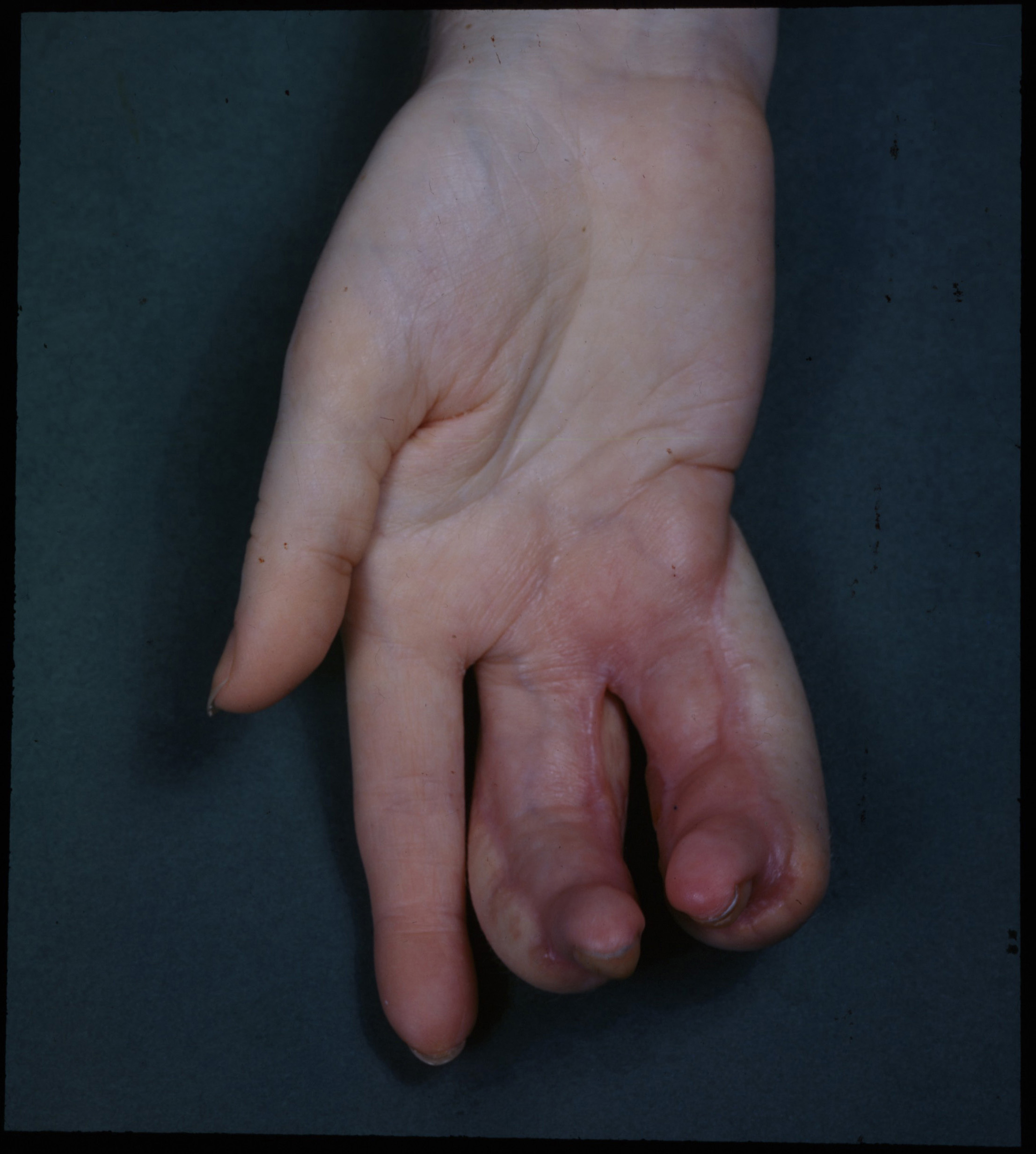
Deformació d'una mà a causa d'una cremada per raigs X.

La contaminació radioactiva és un perill potencial per als organismes vius i es tradueix en perills externs, referents a les fonts de radiació externes al cos, i en interns, fruit de la incorporació dels radionúclids a l'interior de l'organisme (sovint per inhalació de partícules o ingestió d'aliments contaminats).
En els humans, dosis úniques a partir de 0,25 Sv produeixen les primeres anomalies en la quantitat de leucòcits. Aquest efecte s'accentua si la dosi absorbida oscil·la entre 0,5 i 2 Sv, situació en què es pateixen les primeres lesions, nàusees i pèrdua del cabell. La franja oscil·lant entre 2 i 5 Sv es considera la més greu i inclou hemorràgies, úlceres i perill de mort; valors superiors a 5 Sv impliquen la mort immediata. Si la radiació, per altra banda, és rebuda en petites dosis al llarg de períodes llargs de temps, les conseqüències poden ser igualment greus. És difícil quantificar els efectes sobre la salut per dosis inferiors a 10 mSv, però s'ha demostrat que hi ha una relació directa entre l'exposició perllongada i el risc de patir càncer —tot i no existir una relació dosi-resposta prou clara per a establir uns límits clars d'exposició.
La informació disponible de l'efecte de la radiació natural de fons respecte a la de la contaminació per radionúclids sobre la fauna i flora és escassa i fa referència a molt poques espècies. És molt difícil estimar a partir de les dades disponibles les dosis totals que poden acumular durant etapes específiques del cicle vital (desenvolupament embrionari o edat reproductiva), en canvis en el comportament o segons els factors ambientals com l'estacionalitat. Els fenòmens de bioacumulació, bioconcentració i biomagnificació radioactius, però, són especialment coneguts en l'àmbit marí. S'originen per la incorporació i retenció de radioisòtops per bivalves, crustacis, corals i fitoplàncton, que després ascendeixen a la resta de la cadena tròfica en factors de concentració baixos.
La bibliografia radiobiològica i l'AIEA estableixen un límit innocu de dosi absorbida de 0,001 Gy/d per animals terrestres i de 0,01 Gy/d per plantes i per biota marina, tot i que per espècies de vida llarga amb capacitat reproductiva baixa s'hauria de reconsiderar aquest límit.

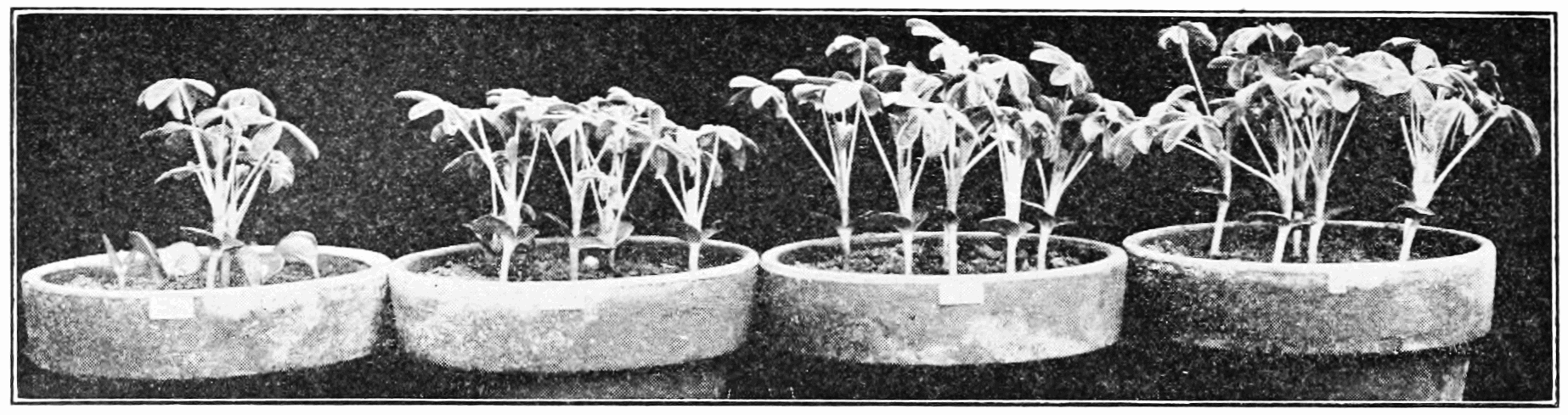
Experiment de 1909 en què es mostra l'efecte de l'exposició a la radioactivitat del radi sobre tramussos. L'activitat radiològica era la mateixa per totes les plàntules, però no la durada de l'exposició (decreixent d'esquerra a dreta, la quarta com a control). Aquelles exposades durant més temps van patir més danys i majors deficiències de creixement i germinació.

Les proves de radiació en organismes model determinen que els efectes de les radiacions elevades sobre animals i plantes són:
- Aberracions cromosòmiques.
- Danys a les molècules d'ADN.
- Leucopènia.
- Càncers, amb especial incidència per la leucèmia.[3]
- Disminució del creixement.
- Deficiències reproductives: esterilitat, disminució de la fecunditat, anormalitats en el desenvolupament embrionari i reducció de la viabilitat de la descendència.
- Reducció de la germinació de les llavors.
- Cremades dels teixits exposats a la radiació.
- Mortalitat, tant la letalitat aguda com la reducció a llarg termini de l'esperança de vida.

Els efectes de la radioactivitat sobre els bacteris venen donats, com en eucariotes, per la ionització de l'aigua i la producció d'espècies reactives de l'oxigen. Aquests compostos provoquen mutacions en les cadenes d'ADN i produeixen danys genètics, que acaben induint la lisi i la posterior mort cel·lular.
La seva acció sobre els virus, per altra banda, té com a resultat la malmesa dels àcids nucleics vírics i la seva inactivació. Tenen un llindar de sensibilitat que disminueix segons augmenta la llargada del genoma i que oscil·la entre 1.000 i 10.000 Gy (dins el ventall que ocupen la majoria d'organismes biològics).

## Bioremediació bacteriana
L'estabilització bioquímica de radionúclids per part d'espècies bacterianes presenta certes diferències amb el metabolisme dels compostos orgànics provinents de fonts de carboni. Són formes radioactives altament energètiques que poden transformar-se indirectament pel procés de transferència d'energia microbiana.
Els radioisòtops es poden transformar directament a través de canvis en la valència actuant com a donadors o acceptors d'electrons, o bé actuant com a cofactors per enzims. També poden ser transformats indirectament per agents reductors o oxidants secretats pels microorganismes que causen canvis en el pH o en el potencial redox. Altres processos inclouen precipitacions i la complexació amb agents quelants o tensioactius. La intervenció humana, per altra banda, permet millorar tots aquests processos a través de l'enginyeria genètica i les òmiques, o mitjançant la injecció de microorganismes o els seus nutrients a l'àrea contaminada.

### Bioreducció
Segons l'element radioactiu i les condicions específiques del lloc, els bacteris poden immobilitzar enzimàticament els radionúclids de manera directa o indirecta. El seu potencial redox és aprofitat per algunes espècies microbianes per a dur a terme reduccions que n'alteren la solubilitat i, en conseqüència, la mobilitat, biodisponibilitat i radiotoxicitat. Aquesta tècnica de tractament de residus, que rep el nom de bioreducció enzimàtica o biotransformació, és molt atractiva, ja que es pot fer en condicions no agressives per l'entorn, no produeix residus secundaris perillosos i té potencial com a solució per residus d'índole molt diversa.

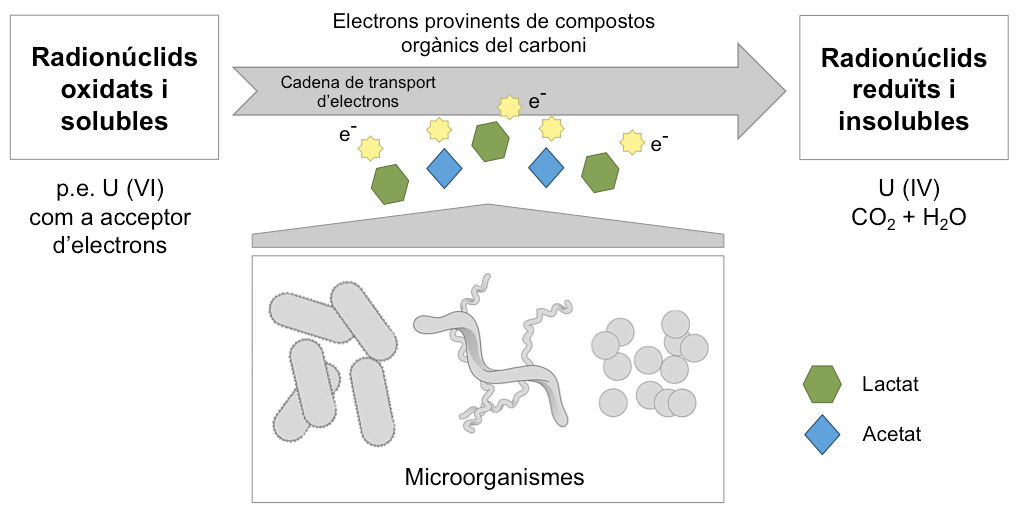
Procés de reducció enzimàtica directa. Els microorganismes utilitzen compostos orgànics com el lactat, l'acetat o el format com a donadors d'electrons per a reduir els radionúclids i deixar-los en forma insoluble.

La reducció enzimàtica directa és el pas dels radionúclids d'un estat d'oxidació més alt a un de més baix que duen a terme microorganismes anaeròbics facultatius i estrictes. El radioisòtop interacciona amb llocs d'unió de cèl·lules metabòlicament actives i és utilitzat com a acceptor terminal d'electrons en la cadena de transport d'electrons, on compostos com el lactat o l'acetat actuen de donadors d'electrons en respiracions anaeròbiques.
El periplasma pren un rol molt important en aquestes bioreduccions. En el pas d'urani (VI) a urani(IV) insoluble, dut a terme a la superfície de bacteris com Shewanella putrefaciens, Desulfovibrio vulgaris, Desulfovibrio desulfuricans i Geobacter sulfurreducens, és indispensable l'activitat dels citocroms periplasmàtics. Per altra banda, en la reducció de tecneci (VII) a tecneci(IV), en què actuen de nou S. putrefaciens, G. sulfurreducens, D. desulfuricans (a més a més d'espècies com Geobacter metallireducens o Escherichia coli) cal la presència del complex format hidrogen liasa, situat també en aquest compartiment cel·lular.
Altres actínids com el tori, el plutoni, el neptuni i l'americi són reduïts enzimàticament per Rhodoferax ferrireducens, S. putrefaciens i diverses espècies del gènere Geobacter i formen de manera directa una fase mineral insoluble.
El fenomen de bioreducció enzimàtica indirecta és dut a terme per bacteris sulfat-reductors i bacteris reductors del metall en reaccions d'excreció de metabòlits i de productes de descomposició. Hi ha un acoblament de l'oxidació d'àcids orgànics (produïts per l'excreció d'aquests bacteris heterotròfics) amb la reducció de ferro o d'altres metalls i radionúclids, que forma compostos insolubles que poden precipitar com a minerals òxids i hidròxids. En el cas dels bacteris sulfat-reductors, es produeix àcid sulfhídric, que promou un augment de solubilitat dels radionúclids contaminants i la seva biolixiviació —com a residus líquids que després podran ser recuperats.
Existeixen diverses espècies de microorganismes reductors indirectes que produeixen agents segrestants i quelants específics, com els sideròfors. Aquests agents segrestants són crucials en la complexació dels radionúclids i en l'increment de la seva solubilitat i biodisponibilitat. Un exemple és Microbacterium flavescens, que creix en presència de radioisòtops com el plutoni, el tori, l'urani o l'americi i produeix aquests àcids orgànics i sideròfors que possibiliten la dissolució i mobilització dels radionúclids a través del sòl. A més a més, sembla que els sideròfors de la superfície bacteriana també li servirien per a facilitar l'entrada d'aquests elements a l'interior cel·lular. Pseudomonas aeruginosa, per altra banda, secreta agents quelants a l'exterior que complexen l'urani i el tori quan creix en un medi amb aquests elements. En general, també s'ha conclòs que les enterobactines són molt eficients en solubilització dels òxids de plutoni.

#### Complexos amb citrat
El citrat és un quelant que s'uneix a certs actínids i metalls de transició radioactius. Forma complexos de diversa denticitat (lligands amb més d'un àtom enllaçat) i polinucleació (amb diversos àtoms radioactius) sobre els quals hi ha una acció microbiana. En anaerobiosi, Desulfovibrio desulfuricans i espècies dels gèneres Shewanella i Clostridium són capaços de reduir complexos bidentats d'uranil-citrat(VI) a uranil-citrat(IV) i fer-los precipitar, tot i no poder degradar metabòlicament el citrat complexat al final del procés. En condicions aeròbiques i desnitrificants, en canvi, s'ha determinat que no és possible ni reduir ni degradar aquests complexos d'urani. Tampoc s'aconsegueix una bioreducció de cap complex amb citrat quan aquests són complexos metàl·lics mixts o bé tridentats, binuclears o polinuclears, ja que es tornen recalcitrants i persistents al medi. A partir d'aquests coneixements existeix un sistema que combina la biodegradació de complexos radionúclid-citrat amb una posterior fotodegradació de l'uranil-citrat reduït restant (no biodegradat prèviament però sensible a la llum), que permet obtenir precipitats estables d'urani, però també de tori, estronci i cobalt de terres contaminades.

### Biosorció, bioacumulació i biomineralització

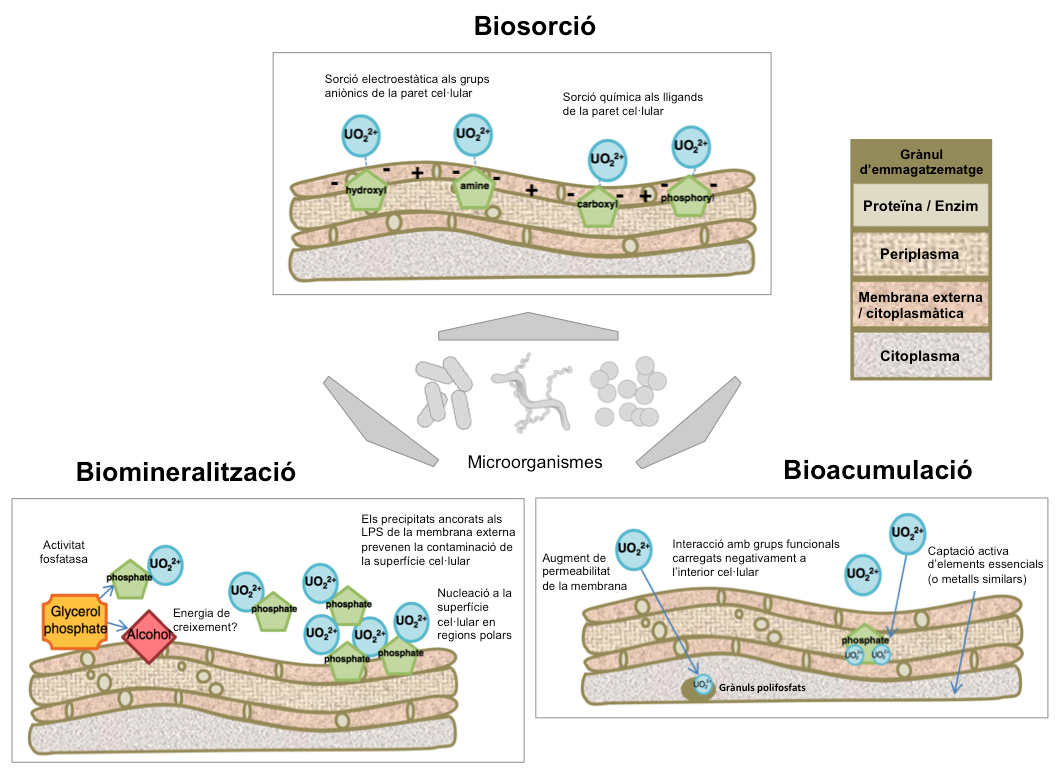
Estratègies de biomineralització, biosorció i bioacumulació, en què cada regió cel·lular té un rol característic.

El conjunt d'estratègies de què formen part la biosorció, la bioacumulació i la biomineralització estan molt relacionades entre si, ja que d'una manera o altra presenten un contacte directe entre cèl·lula i radionúclid. Són mecanismes que s'avaluen amb exactitud per mitjà de tecnologies d'anàlisi avançada com el microscopi electrònic, la difracció de raigs X i les espectroscòpies XANES, EXAFS i de raigs X.
La biosorció i la bioacumulació són dues accions metabòliques que es basen en l'habilitat de concentrar radionúclids mil cops per sobre de la concentració de l'ambient. Consisteixen en la complexació dels residus radioactius amb fosfats, compostos orgànics i sulfits de manera que es tornen insolubles i menys exposats a la radiotoxicitat. Tenen especial utilitat en biosòlids per finalitats agràries i d'esmena de sòls, malgrat que gairebé no es coneixen les propietats d'aquests biosòlids.
El mètode de biosorció es basa en el segrestament passiu de radioisòtops carregats positivament als lipopolisacàrids (LPS) de la membrana plasmàtica (carregats negativament), ja sigui de bacteris vius o morts. La seva eficiència està directament relacionada amb l'increment de temperatura i pot durar hores, per la qual cosa constitueix un mètode molt més ràpid que la bioreducció directa. Es produeix a través de la formació de llims i càpsules, i amb una preferència d'unió als grups fosforil i fosfat (tot i que també ocorre amb carboxils, amines o sulfhidrils). Els firmicuts i altres bacteris com Citrobacter freundii tenen una capacitat significativa de biosorció; Citrobacter ho fa a través de la interacció electroestàtica de l'urani amb els fosfats dels LPS.
Anàlisis quantitatives determinen que, en el cas de l'urani, la biosorció podria oscil·lar en un rang d'entre 45 i 615 mil·ligrams per gram de pes sec cel·lular. Malgrat tot, és una tècnica que necessita una quantitat de biomassa elevada per a repercutir en la bioremediació i presenta problemes de saturació i d'altres cations que competeixen per aquesta unió a la superfície bacteriana.
El cas de la bioacumulació fa referència a la captació dels radionúclids cap a l'interior cel·lular, on queden retinguts per complexacions amb components intracel·lulars de càrrega negativa, precipitacions o formacions de grànuls. A diferència de la biosorció, aquest és un procés actiu: depèn d'un sistema de transport depenent d'energia. Alguns metalls o formes radioactives poden ser absorbits de manera accidental pels bacteris a causa de la seva semblança a elements essencials imprescindibles pel funcionament metabòlic. Diversos radioisòtops de l'estronci, per exemple, són reconeguts com a anàlegs del calci i incorporats a l'interior de Micrococcus luteus. L'urani, en canvi, no té cap funció coneguda i es creu que la seva entrada a l'interior cel·lular podria raure per la seva toxicitat (capaç d'incrementar la permeabilitat de la membrana).

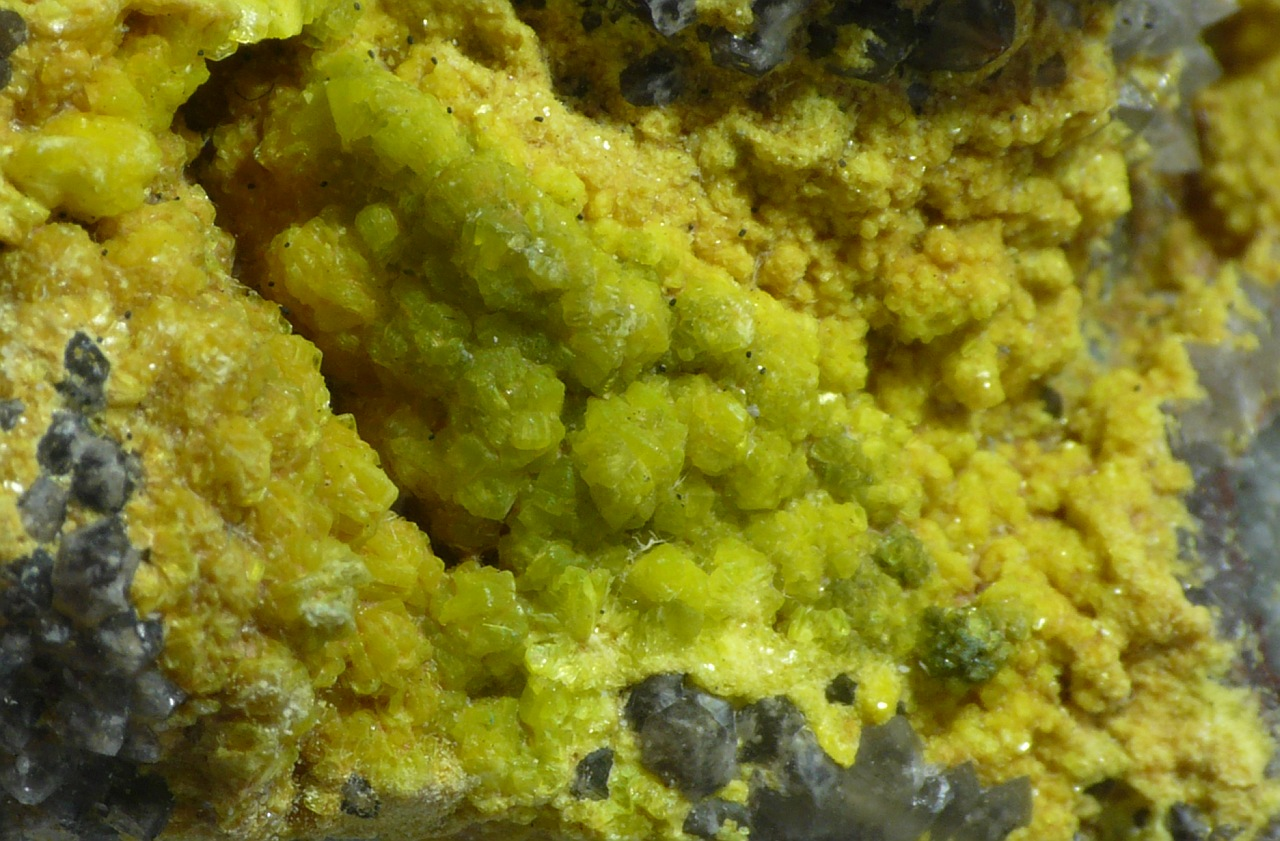
Txernikovita i metaautunita, minerals radioactius resultat de possibles biomineralitzacions.

La biomineralització o bioprecipitació, d'altra banda, és la precipitació de radionúclids a través de la generació de lligands microbians, que donen com a resultat la formació de minerals biogènics estables. Aquests minerals tenen un rol molt important en la retenció de contaminants radioactius. Hi intervé una concentració de lligand molt localitzada i produïda enzimàticament, la qual proporciona un lloc de nucleació per l'inici de la precipitació del biomineral. Aquesta precipitació és especialment rellevant en biominerals derivats de l'activitat de les fosfatases, les quals trenquen molècules com el glicerol fosfat al periplasma. En espècies dels gèneres Citrobacter i Serratia l'escissió allibera ions fosfats inorgànics (HPO₄2−), que interaccionen amb ions uranil (UO₂2+) i provoquen la deposició de minerals policristal·lins al voltant de la paret cel·lular. Serratia, a més a més, forma biopel·lícules que promouen la precipitació de txernikovita —un mineral ric en urani— i de passada, eliminen fins al 85% de cobalt-60 i el 97% de cesi-137 per substitució protònica en aquest mineral. La biomineralització és un procés en què les cèl·lules no presenten limitacions de saturació i poden acumular fins a diverses vegades el seu propi pes en forma de radionúclids precipitats.
Investigacions d'aïllats bacterians terrestres i marins pertanyents als gèneres Aeromonas, Bacillus, Myxococcus, Pantoea, Pseudomonas, Rahnella i Vibrio també han demostrat l'eliminació de radioisòtops de l'urani com a biominerals de fosfat en condicions de creixement tant òxiques com anòxiques.

### Bioestimulació i bioaugmentació

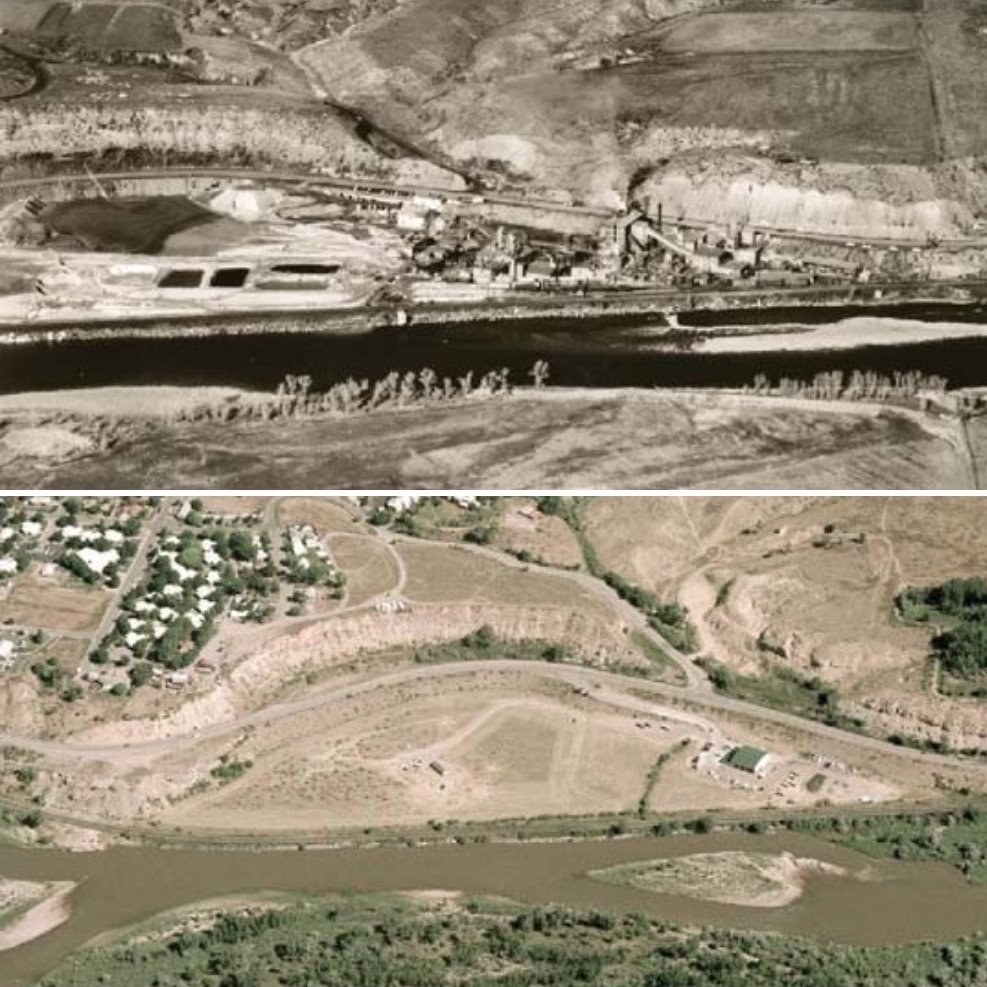
Evolució de l'àrea UMTRA d'Old Rifle (Colorado, EUA) des de 1957 (a dalt) fins al 2008 (a baix), en què s'hi han desenvolupat tasques de bioestimulació.

A diferència de la bioreducció, la biosorció, la bioacumulació i la biomineralització, que són estratègies bacterianes d'atenuació natural de la contaminació radioactiva, existeixen també mètodes humans que augmenten l'eficiència o la rapidesa dels processos microbians. Aquesta acceleració de l'atenuació natural implica la intervenció sobre la zona contaminada per a millorar les taxes de transformació dels residus radioactius, que acostumen a ser lentes. Existeixen dues variants: la bioestimulació i la bioaugmentació.
La bioestimulació consisteix en l'addició de nutrients amb elements traça, donadors d'electrons o acceptors d'electrons per a estimular el creixement i l'activitat de les comunitats microbianes naturals indígenes. Pot incloure des de la simple fertilització o inflitració —que rep el nom de bioestimulació passiva—, a injeccions més agressives, i és una tècnica molt emprada a les àrees de descontaminació del Departament d'Energia dels Estats Units d'Amèrica. El nitrat s'utilitza com a nutrient per a bioestimular la reducció d'urani, ja que serveix com a acceptor d'electrons molt favorable energèticament per bacteris reductors de metalls. Tanmateix, molts d'aquests microorganismes (Geobacter, Shewanella o Desulfovubrio) presenten gens de resistència a metalls pesants, la qual cosa limita la seva capacitat bioremediadora de radionúclids. En aquests casos concrets, s'addiciona al medi una font de carboni com l'etanol, que promou en primer lloc la bioreducció de nitrat, i en segon terme la de l'urani. L'etanol també s'empra en sistemes d'injecció al sòl amb recirculacions hidràuliques: eleva el pH i promou el creixement de bacteris desnitrificants i reductors de radionúclids, que formen biopel·lícules i aconsegueixen disminuir fins a prop d'un 90% la concentració d'urani radioactiu.
Entre les tècniques geofísiques que monitoren els efectes de la bioestimulació es troben el potencial d'ionització espectral, el potencial espontani, la densitat de corrent, la resistivitat complexa i la modelització del transport reactiu (RTM), que mesura paràmetres hidrogeològics i geoquímics per a estimar les reaccions químiques de la comunitat microbiana.
La bioaugmentació, al seu torn, és l'addició deliberada de microorganismes amb els trets desitjats per a accelerar les conversions metabòliques dels bacteris sobre els contaminants radioactius. Sovint són afegits quan les espècies necessàries per a la bioremediació no existeixen en un lloc determinat. Aquesta tècnica s'ha demostrat en proves de camp al llarg dels anys que no ofereix millors resultats que la bioestimulació. Tampoc és clar que les espècies introduïdes puguin distribuir-se de manera efectiva a través de les complexes estructures geològiques de la majoria d'entorns del subsòl, ni que puguin competir a llarg termini amb la microbiota indígena.

### Enginyeria genètica i òmiques

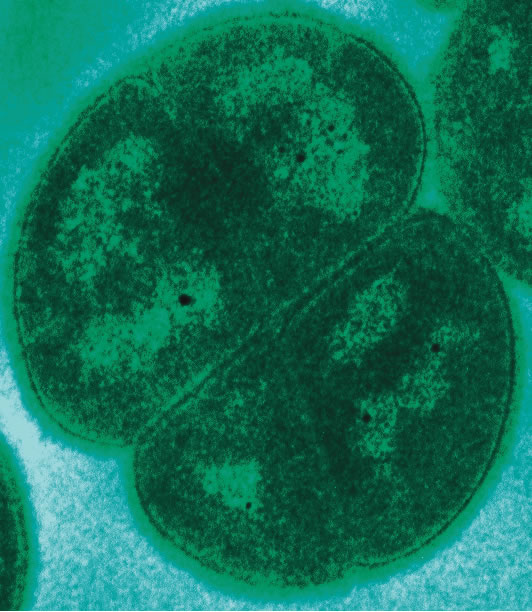
Deinococcus radiodurans té molt interès en l'enginyeria genètica per a la bioremediació de residus radioactius.

Les òmiques, en especial la genòmica i la proteòmica, permeten identificar i avaluar gens, proteïnes i enzims involucrats en la bioremediació de radionúclids, a banda de les interaccions estructurals i funcionals que s'estableixen entre ells i amb altres metabòlits. La seqüènciació del genoma de diversos microorganismes ha permès descobrir, per exemple, que Geobacter sulfurreducens té més de 100 regions codificants per citocroms de tipus C involucrats en la bioremediació de radionúclids al seu genoma, o que el gen NiCoT se sobreexpressa significativament en Rhodopseudomonas palustris i Novosphingobium aromaticivorans quan creixen en medis amb cobalt radioactiu.
A partir d'aquesta informació s'han desenvolupat tècniques d'enginyeria genètica i de l'ADN recombinant que generen microorganismes amb caràcters específics bioremediadors. Alguns constructes expressats en espècies microbianes són fitoquelatines, polihistidines i altres polipèptids fusionats a les proteïnes ancorades a la membrana externa bacteriana. Una mostra d'aquestes soques modificades genèticament són les obtingudes de Deinococcus radiodurans; és un bacteri que presenta una gran resistència a dosis extremes de radioactivitat, estrès oxidatiu i danys a l'ADN, i és capaç de reduir tecneci, urani i crom de manera natural. A través d'insercions de gens d'altres espècies s'ha aconseguit que, a més a més, pugui fer precipitar uranil-fosfats, degradar mercuri i utilitzar toluè com a font d'energia per a créixer i estabilitzar altres radionúclids.
L'evolució dirigida de proteïnes relacionades amb la bioremediació de radionúclids també ha estat fruit d'estudi. L'enzim YieF, per exemple, catalitza de manera natural la reducció de crom amb una gamma molt àmplia de substrats. Després de ser sotmès a enginyeria de proteïnes, però, ha estat també capaç de participar en la reducció de l'ió uranil.

## Bioremediació vegetal

Processos de fitoremediació. Els radionúclids no poden ser fitodegradats però sí convertits en altres formes més estables o menys tòxiques.

L'ús de plantes per a eliminar contaminants de l'ambient o per a tornar-los menys perjudicials rep el nom de fitoremediació. Pel cas dels radionúclids, és una tecnologia viable quan els temps de descontaminació són llargs i els residus es troben dispersos a baixa concentració.
Algunes espècies vegetals són capaces de transformar (sense patir efectes) l'estat dels radioisòtops o bé concentrant-los a diferents zones de l'organisme, o bé fent-los precipitar a través de les arrels, o fins i tot fent-los volàtils o estabilitzant-los al sòl. Anàlogament als bacteris, existeixen procediments d'enginyeria genètica vegetal i de bioestimulació —anomenada fitoestimulació— que han permès millorar i accelerar aquests processos, sobretot pel que fa a plantes de creixement ràpid. L'ús d'Agrobacterium rhizogenes, per exemple, és prou estès i incrementa notablement la captació de radionúclids per les arrels.

### Fitoextracció
En la fitoextracció (també fitoacumulació, fitosegrestament o fitoabsorció), les plantes transporten els residus radioactius des del sistema radicular fins al teixit vascular i es concentren a la biomassa dels brots. És una tècnica que elimina els radionúclids del terra sense destruir l'estructura del sòl, amb un impacte mínim en la fertilitat i vàlid per grans extensions amb un nivell baix de radioactivitat. La seva eficiència s'avalua per mitjà del coeficient de bioacumulació o l'eliminació total de radionúclids per m², i està demostrada en la captació de cesi 137, estronci 90, tecneci 99, ceri 144, plutoni 240, americi 241, neptuni 237 i diversos radioisòtops del radi i del tori. Per contra, requereix grans produccions de biomassa en períodes curts de temps.
Espècies com la bruguerola o els amarants són capaces de concentrar cesi-137, el radionúclid més abundant a la zona d'exclusió de Txernòbil. En aquesta regió d'Ucraïna, la mostassa bruna va poder eliminar en una sola temporada de cultiu fins a un 22% els nivells de cesi de mitjana activitat. Per altra banda, la col xinesa i la mostassa bruna poden concentrar urani 100 cops més que altres espècies.
Referent a la zona d'exclusió propera a la Central nuclear de Fukushima Dai-ichi establerta arran de l'accident de Fukushima I de 2011, uns anys després dels fets es va avaluar el potencial de l'espècie herbàcia Eleocharis acicularis. Es va demostrar que aquesta podia dur a terme una fitoextracció de sòls i aigües contaminades per cesi-137 amb una acumulació de 2400 Bq/kg de pes sec. També es van descobrir fins a 188 soques de microalgues, plantes aquàtiques i protists incolors (no marins) que no només eren capaces d'absorbir cesi-137 en un sol dia, sinó també estronci 85 (85Sr) i iode 125 (125I). Aquesta capacitat ve donada, com passa en la bioacumulació bacteriana, per la confusió d'aquests elements amb el potassi (en el cas del cesi radioactiu) i el calci (en el de l'estronci). L'acumulació de iode, però, no es coneix amb precisió, malgrat les elevades concentracions a l'interior de diverses plantes.

### Rizofiltració

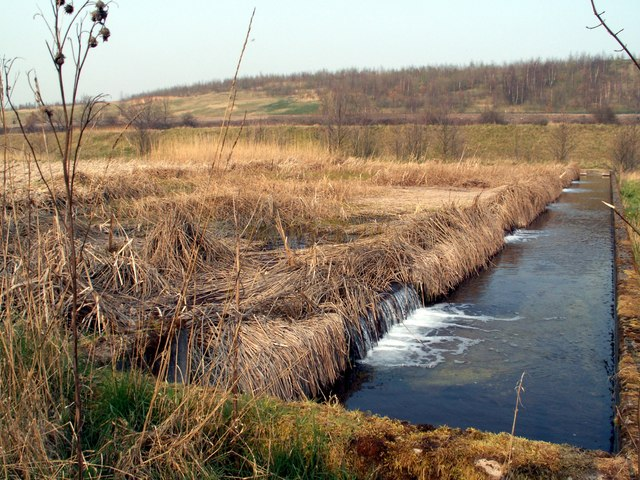
Sistema de basses connectades del riu Dearne (Anglaterra).

La rizofiltració és l'adsorció i precipitació de radionúclids a les arrels vegetals, o bé l'absorció dels mateixos si són solubles en efluents. Té gran eficiència en el tractament de cesi 137 i estronci 90, sobretot per part d'algues i plantes aquàtiques, com les dels gèneres Cladophora i Elodea, respectivament. És l'estratègia més eficient per tecnologies de bioremediació en aiguamolls, però ha de tenir un control continu i molt rigorós del pH perquè sigui un procés òptim.
A partir d'aquest procés, s'han dissenyat estratègies basades en seqüències de basses amb un flux d'aigua lent per a netejar aigües contaminades amb radionúclids. Els resultats d'aquestes instal·lacions, per cabals de 1000 litres d'efluent diaris, són una retenció de la radiació de prop del 95% en la primera bassa (per part de plantes i fangs), i més del 99% en sistemes de 3 bases.
Les plantes més prometedores per la rizofiltració són els gira-sols. Són capaços d'eliminar fins al 95% de l'urani d'aigües contaminades en 24 hores, i en experiments a Txernòbil s'ha vist que poden concentrar en 55 kg de pes sec vegetal tota la radioactivitat de cesi i estronci d'una àrea de 75 m² (material estabilitzat apte pel trasllat a un dipòsit de residus).

### Fitovolatilització
La fitovolatilització consisteix en la captació i posterior transpiració dels radionúclids cap a l'atmosfera. No elimina els contaminants sinó que els allibera en forma volàtil (menys nociva). Tot i no comptar amb massa aplicacions per residus radioactius és molt útil pel tractament del triti, ja que s'aprofita la gran capacitat de transpiració d'aigua de les plantes.
En el tractament aplicat al triti —que en forma volàtil no produeix exposició radioactiva però en forma aquosa o en components orgànics sí que és perillós— s'utilitzen efluents contaminants per a irrigar freatòfits. Esdevé un sistema amb un cost d'operació i de manteniment baixos, amb un estalvi de prop del 30% respecte mètodes convencionals de bombeig i de tapat amb asfalt.

### Fitoestabilització
Una estratègia especialment vàlida per contaminacions radioactives és la fitoestabilització, basada en la immobilització al sòl dels radionúclids per acció de les arrels. Aquest fet pot donar-se per adsorció, absorció i precipitació a les regions confrontants a les arrels, i assegura que els residus radioactius no puguin dispersar-se per l'erosió del terreny o per lixiviació. Té utilitat a l'hora de controlar mines d'urani a cel obert i permet recuperar amb garanties l'ecosistema. Tot i així, presenta inconvenients importants com les grans dosis de fertilitzant necessàries per a poder reforestar la zona, a banda que la font radioactiva roman al mateix lloc (amb el manteniment a llarg termini que això implica).

## Bioremediació fúngica

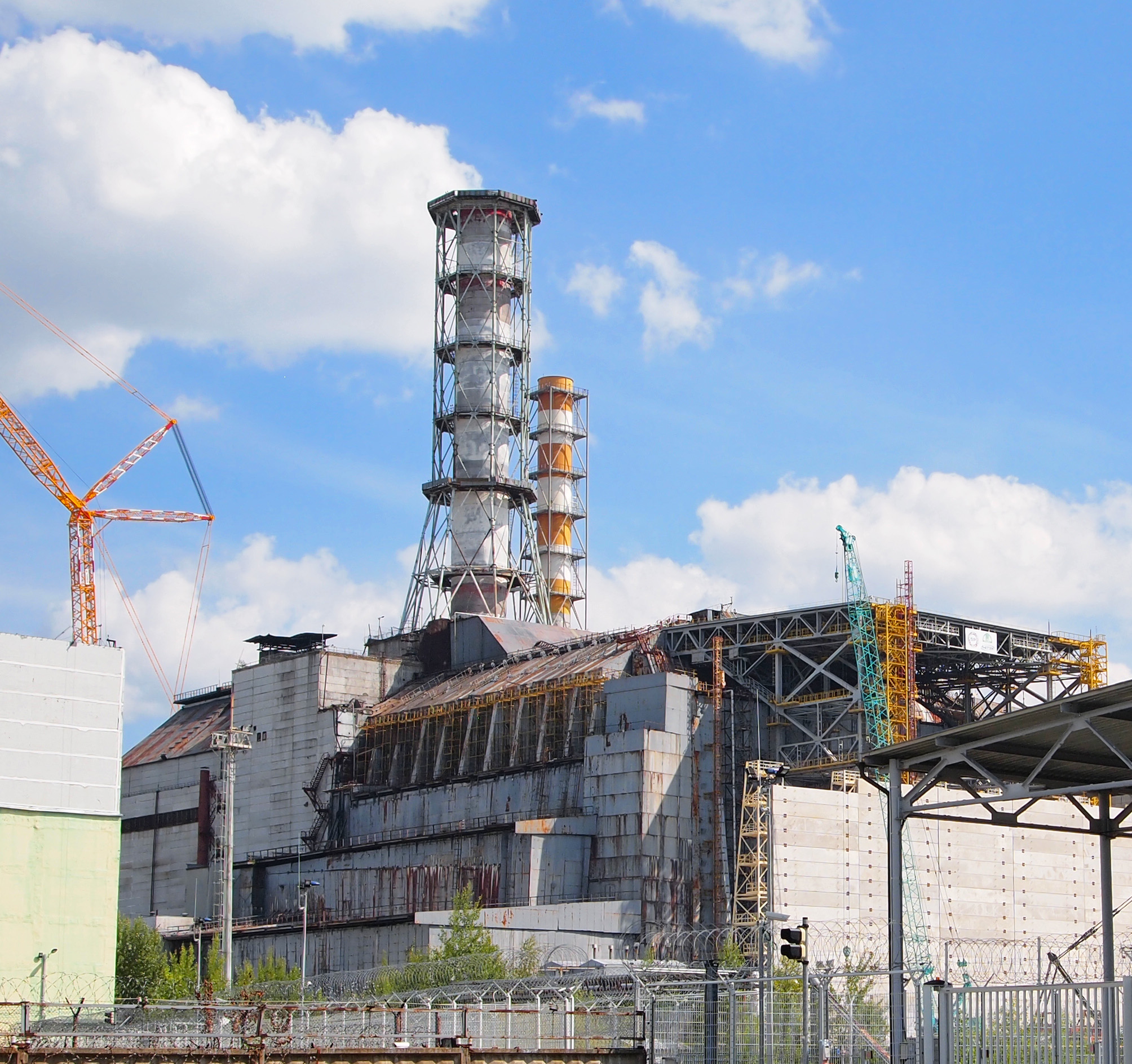
Reactor 4 de la Central nuclear de Txernòbil, on s'ha descrit el creixement de fongs radiòtrofs.

Diversos fongs presenten valors de resistència a la radioactivitat iguals o superiors als bacteris més radioresistents; acompleixen processos de micoremediació. Es va veure que alguns d'ells eren capaços d'alimentar-se, créixer i generar espores a partir de grafit del reactor 4 de la Central nuclear de Txernòbil (amb concentracions molt elevades de radionúclids del cesi, plutoni i cobalt), als quals es va anomenar fongs radiòtrofs.
Des de llavors, s'ha comprovat que algunes espècies de Penicillium, Cladosporium, Paecilomyces i Xerocomus tenen la capacitat d'utilitzar les radiacions ionitzants com a energia a través de les propietats electròniques de la melanina. En la seva alimentació ingereixen i bioacumulen aquests radioisòtops, la qual cosa genera problemes en les parets de formigó dels cementiris nuclears.
Tanmateix, les aurianes tenen capacitat de bioremediar el plutoni 239 i l'americi 241, i Neurospora crassa (un dels organismes model més importants en micologia) té una gran capacitat d'absorció de cobalt-60. Altres espècies dels gèneres Schizophyllum, Armillaria, Vaccinium i Rhizopus (entre altres) fan també processos anomenats de micoremediació.
La capacitat d'interioritzar radionúclids comporta un procés de transmissió horitzontal d'aquestes partícules per mitjà de l'expansió de les micel·les fúngiques, la qual desemboca en una retenció a llarg termini a l'horitzó orgànic dels sòls forestals —en especial en boscos de coníferes. Per a analitzar aquesta transferència fisicoquímica dels radioisòtops del sòl als cossos de fructificació dels fongs s'utilitzen diversos ràtios de concentració i factors de transferència radioecològica.

## Aspectes econòmics
La baixa inversió econòmica a l'hora d'implementar tractaments de bioremedació de radionúclids és un dels motius principals pels quals es duen a terme cada cop amb major recurrència. L'avaluació de costos, comparada amb les estratègies convencionals de tipus abiòtic, resulta extremadament favorable. Els procediments clàssics —extraccions de sòls, bombeigs d'aigües, perforacions i excavacions, cobertures amb asfalt, intercanvis iònics, etc.— i el consegüent transport obligat dels grans volums de residus a cementiris nuclears tenen costs d'operació no efectius que s'estima que podrien superar els 50 milions de lliures al Regne Unit i que als EUA, amb uns 350 projectes d'aquest tipus en marxa i sense considerar cap contratemps tècnic, podrien assolir els 300 mil milions de dòlars.
Tanmateix, la literatura relativa a l'enginyeria ambiental gairebé no ofereix anàlisis econòmiques sobre la bioremediació dels residus radioactius. Amb tot, es poden trobar aproximacions com la de la fitoremediació d'aigües superficials contaminades per radionúclids, que tindria un cost d'entre 2 i 6 dòlars per cada mil galons (aproximadament 3800 litres).

## Vies de recerca
L'estat de recerca sobre tècniques de bioremediació és prou avançat i se'n coneixen amb prou precisió els mecanismes moleculars que les regeixen. Existeixen, però, dubtes sobre l'efectivitat i possibles adversitats d'aquests processos en combinació amb l'addició d'agroquímics. En sòls, el rol de les micorrizes sobre residus radioactius està poc descrit i no es coneixen amb total seguretat els patrons de segrestament de radionúclids.
D'alguns processos bacterians se'n desconeix la longevitat dels seus efectes, com el manteniment de l'urani en forma insoluble a causa de bioreduccions i biomineralitzacions. Tampoc queden clars certs detalls sobre la transferència d'electrons d'alguns radionúclids amb aquestes espècies bacterianes.
Un altre aspecte important és el canvi d'un procés ex situ o a escala laboratori a l'aplicació real in situ, en què l'heterogenicitat del terreny i les condicions ambientals generen mancances de reproducció de l'estat bioquímic òptim de les espècies utilitzades, cosa que fa disminuir-ne l'eficiència. Aquest fet implica trobar quines són les condicions òptimes en què es pugui dur a terme una bioremediació eficient amb anions, metalls, compostos orgànics, quelants o altres radionúclids que puguin competir amb la captació dels residus radioactius d'interès. Nogensmenys, en molts casos la recerca està enfocada en l'extracció de sòls i aigües i el seu tractament biològic ex situ per a evitar aquests problemes.
Per acabar, el potencial dels organismes modificats genèticament està limitat per les agències reguladores en termes de responsabilitat i qüestions bioètiques. El seu alliberament requereix compatibilitat amb la zona d'acció i comparabilitat amb les espècies indígenes. La recerca multidisciplinària està enfocada en definir amb més exactitud els gens i proteïnes necessaris per a establir nous sistemes de bioremediació lliures de cèl·lules, els quals puguin esquivar possibles efectes col·laterals sobre el medi ambient per intromissió d'espècies transgèniques o invasores.